# 9 novembre
Pour les articles homonymes, voir Neuf-Novembre.
9 octobre 9 décembre
Chronologies thématiques
- Croisades
- Ferroviaires
- Sports
- Disney
- Anarchisme
- Catholicisme

Abréviations / Voir aussi
- (° 1852) = né en 1852
- († 1885) = mort en 1885
- a.s. = calendrier julien
- n.s. = calendrier grégorien
- Calendrier
- Calendrier perpétuel
- Liste de calendriers
- Naissances du jour

Le 9 novembre est le 313e jour de l'année du calendrier grégorien, 314e lorsqu'elle est bissextile (il en reste ensuite 52).
C'était généralement l'équivalent du 19 brumaire du calendrier républicain ou révolutionnaire français, officiellement dénommé jour de la grenade (le fruit).

## Événements

### Iersiècleav. J.-C.
- -63 : Cicéron prononce une deuxième catilinaire entre celle de la veille 8 novembre et deux autres début décembre suivant.

### XIIesiècle
- 1180 : bataille de Fujigawa.

### XIIIesiècle
- 1227 : signature du traité d'Aberconwy, par Édouard Ier et Llywelyn le Dernier, dans le contexte de la conquête du pays de Galles par Édouard Ier d'Angleterre.

### XVIIIesiècle
- 1729 : le traité de Séville met fin à la guerre anglo-espagnole.
- 1799 : coup d'État du 18 Brumaire, en France, conduisant à la chute du Directoire et à l’institution du Consulat, lequel est dirigé par Lebrun, Cambacérès et — surtout — le premier consul Bonaparte.

### XIXesiècle
- 1848 : exécution du parlementaire Robert Blum, après l'insurrection viennoise d'octobre 1848.
- 1870 : bataille de Coulmiers (guerre franco-allemande de 1870), qui se conclut en victoire à la Pyrrhus pour l’armée française.

### XXesiècle
- 1918 : 
  - abdication de l'empereur allemand Guillaume II, et proclamation de la République, deux jours avant l'Armistice mettant fin à la première guerre mondiale.
  - abdication du grand-duc Guillaume-Ernest de Saxe-Weimar-Eisenach.
- 1923 : en Bavière, échec de la tentative de prise du pouvoir par la force d'Adolf Hitler.
- 1932 : fusillade du 9 novembre 1932 à Genève.
- 1938 : nuit de Cristal. Un pogrom frappe l’Allemagne, dans la nuit du 9 au 10 novembre, conduisant à la mort de centaines de personnes et à des milliers de dégradations causées par les émeutiers antisémites.
- 1942 : 
  - loi d'adoption du statut de Westminster de 1942.
  - bombardement sur Saint-Nazaire occupée.
- 1943 : publication du Faux Soir par le Front de l'Indépendance, un canular journalistique de la Résistance belge.
- 1953 : indépendance du Cambodge.
- 1965 : panne d'électricité générale, sur la côte est des États-Unis.
- 1970 : mort du général de Gaulle, ancien chef de la résistance (1940/1945), puis premier président de la cinquième République française (1958/1969).
- 1989 : chute du Mur de Berlin.
- 1993 : destruction du pont de Mostar (Stari Most).

### XXIesiècle
- 2020 : massacre de Maï-Kadra pendant la guerre du Tigré.

## Arts, culture et religion
- 694 : ouverture du XVIIe concile de Tolède.
- 2011 : sortie en France du film américain de Steven Soderbergh Contagion[1].
- 2012 : nomination de Justin Welby au poste d'archevêque de Cantorbéry.

## Sciences et techniques
- 1967 : premier vol de la fusée Saturn V, lors de la mission Apollo 4 du programme spatial Apollo.
- 2005 : lancement de la sonde Venus Express, de l'Agence spatiale européenne.

## Économie et société
- 2006 : 1 188 personnes tentent de battre le record Guinness du big kiss ou plus grand nombre de personnes s'embrassant en même temps sur le parvis de la Défense près de Paris[2].
- 2016 : le gouvernement indien démonétise les billets de 500 et 1 000 roupies.
- 2022 : départ retardé de trois jours à un mercredi, pour raisons météorologiques, de la XXe Route du rhum nautique Saint-Malo-Pointe-à-Pitre.

## Naissances
- 1643 : Christina Anna Skytte, baronne et pirate suédoise.

### XVIIIesiècle
- 1723 : Anne-Amélie de Prusse, compositrice allemande († 30 mars 1787)
- 1764 : François Thomas, comte de Pange dit Le chevalier de Pange, journaliste français († 15 juillet 1796).

### XIXesiècle
- 1809 : Thomas Wright, chirurgien et paléontologue britannique († 17 novembre 1884).
- 1818 : Ivan Tourgueniev (Иван Сергеевич Тургенев), écrivain russe († 3 septembre 1883).
- 1819 : Annibale De Gasparis, astronome et mathématicien italien († 21 mars 1892).
- 1832 : Émile Gaboriau, écrivain français († 28 septembre 1873).
- 1840 : Joseph-Adolphe Chapleau, 5e premier ministre du Québec de 1879 à 1882 († 13 juin 1898).
- 1841 : Édouard VII, roi de Grande-Bretagne de 1901 à 1910 († 6 mai 1910).
- 1854 : Joseph Miroslav Weber, compositeur tchèque († 1er janvier 1906).
- 1877 : Muhammad Iqbal (محمد اقبال), poète et philosophe pakistanais († 21 avril 1938).
- 1885 : Hermann Weyl, mathématicien allemand († 8 décembre 1955).
- 1888 : Jean Monnet, homme politique français et européen, l'un des pères fondateurs de l'Europe d'après-guerre († 16 mars 1979).
- 1892 : Mabel Normand, actrice, réalisatrice, scénariste et productrice américaine († 23 février 1930).
- 1893 :
  - (la) mère Denis (Jeanne Marie Le Calvé dite), lavandière vedette de pubs TV françaises devenues cultes († 17 janvier 1989).
  - Joseph Parayre, homme politique français († 10 septembre 1940).
- 1894 : Mae Marsh, actrice américaine († 13 février 1968).

### XXesiècle
- 1902 : 
  - Anthony Asquith, cinéaste britannique († 20 février 1968).L' actrice européenne d'Hollywood et inventrice Hedy Lamarr vers 1940

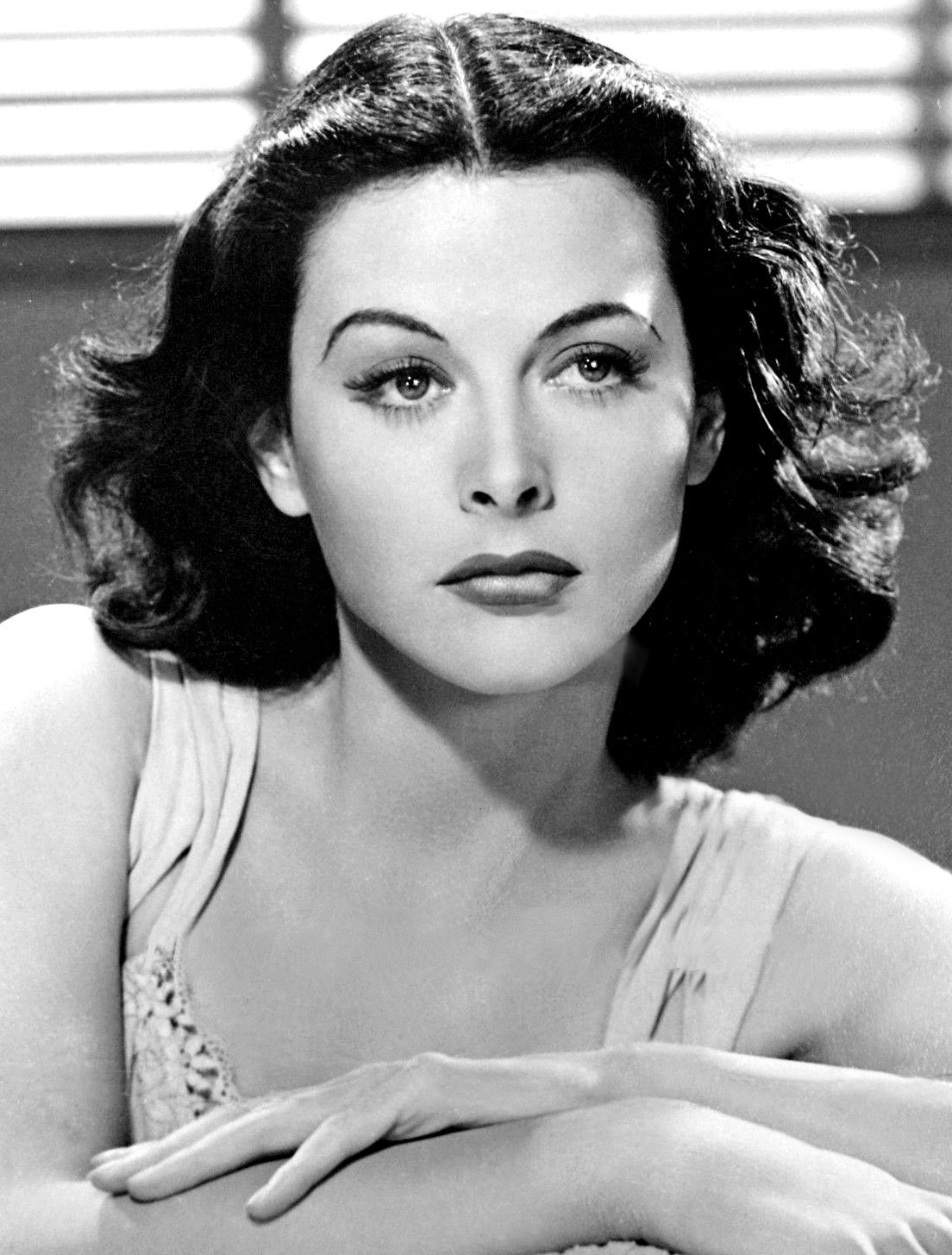
L' actrice européenne d'Hollywood et inventrice Hedy Lamarr vers 1940

  - Robert Denoël, éditeur français d'origine belge († 2 décembre 1945).
- 1903 : Léon-Étienne Duval, prélat français († 30 mai 1996).
- 1906 : Arthur Rudolph, scientifique allemand († 1er janvier 1996).
- 1910 : Eugenia Sacerdote de Lustig, médecin oncologue argentine († 27 novembre 2011).
- 1914 : Hedy Lamarr, actrice d'Extase et inventrice américaine d’origine autrichienne (en canon de somptuosité à photogénie ci-contre ; † 19 janvier 2000).
- 1918 :
  - Spiro Agnew, homme politique américain, vice-président des États-Unis de 1969 à 1973 († 17 septembre 1996).
  - Choi Hong Hi (최홍희), militaire sud-coréen († 15 juin 2002).
- 1921 :
  - Pierrette Alarie, soprano canadienne († 10 juillet 2011).
  - Viktor Chukarin (Віктор Чукарін), gymnaste soviétique d'origine ukrainienne († 25 août 1984).
- 1922 :
  - Dorothy Dandridge, actrice américaine († 8 septembre 1965).
  - Raymond Devos, humoriste français († 15 juin 2006).
  - Imre Lakatos, épistémologue hongrois († 2 février 1974).
  - Piotr Slonimski, médecin, biologiste, et généticien français († 25 avril 2009).
  - Augusto Vargas Alzamora, prélat péruvien († 4 septembre 2000).
- 1924 : Robert Frank, photographe américain († 9 septembre 2019).
- 1925 : Giovanni Coppa, prélat italien († 16 mai 2016).
- 1926 : Luis Miguel Dominguín (Luis Miguel González Lucas dit), matador espagnol († 8 mai 1996).
- 1929 :
  - Marc Favreau, humoriste canadien († 17 décembre 2005).
  - Imre Kertész, écrivain hongrois, prix Nobel de littérature en 2002 († 31 mars 2016).
- 1931 : Dorrel Norman Elvert « Whitey » Herzog, joueur et gérant de baseball américain.
- 1933 : Egil Danielsen, athlète danois, champion olympique du lancer du javelot († 29 juillet 2019).
- 1934 :
  - Juan Luis Buñuel, cinéaste espagnol († 6 décembre 2017).
  - Ingvar Carlsson, homme politique suédois, Premier ministre de Suède de 1986 à 1991 puis de 1994 à 1996.
  - Carl Sagan, astronome et écrivain américain († 20 décembre 1996).
  - Dominique Schnapper (Dominique Aron dite) sociologue et politologue française.
  - Jean-Pierre Soisson, homme politique français, plusieurs fois ministre.
- 1935 :
  - Pack Robert « Bob » Gibson, joueur de baseball américain († 2 octobre 2020).
  - Claude Kahn, pianiste français.(† 17 novembre 2023).
- 1936 : 
  - Mikhaïl Tal (Михаил Нехемьевич Таль), joueur d'échecs russe († 28 juin 1992).
  - Mary Travers, chanteuse américaine du groupe Peter, Paul & Mary († 16 septembre 2009).
- 1937 : 
  - Gisèle Charbit, femme française élue Miss Maroc 1955 puis Miss France 1956 († 8 juin 2021).
  - Clyde Wells, homme politique et juge canadien.
- 1938 : 
  - Yvon Chouinard, grimpeur, alpiniste, inventeur, fondateur et chef d'entreprises américain d'origine canadienne francophone.
  - Philippe Gueneley, prélat français.
- 1939 : Marco Bellocchio, réalisateur, scénariste et producteur italien de cinéma.
- 1941 : Thomas Richard « Tom » Fogerty, guitariste américain du groupe Creedence Clearwater Revival († 6 septembre 1990).
- 1942 : Thomas Daniel « Tom » Weiskopf, golfeur américain († 20 août 2022).
- 1947 : Oh Jung-hee (오정희), auteure sud-coréenne.
- 1948 :
  - Bille August, réalisateur danois.
  - Kelly Harmon, actrice américaine.
  - Michel Pagliaro, chanteur, auteur-compositeur et guitariste québécois.
  - Sharon Stouder, nageuse américaine, triple championne olympique († 23 juin 2013).
- 1949 : Paola Senatore, actrice italienne.
- 1950 : Tahani al-Gebali, magistrate égyptienne († 9 janvier 2022).
- 1951 : Louis Jude « Lou » Ferrigno, culturiste et acteur américain.
- 1952 : 
  - Khasan Isaev, lutteur bulgare, champion olympique.
  - Jean Romain, philosophe et homme politique suisse.
- 1954 :
  - Tristan Jeanne-Valès, photographe français († 17 août 2022).
  - Bradley Lewis, rameur d'aviron américain, champion olympique.
  - Dietrich Thurau, coureur cycliste allemand.
- 1955 : Robert Daniel « Bob » Nault, homme politique canadien.
- 1960 : 
  - Joëlle Ursull, chanteuse et danseuse guadeloupéenne issue de Zouk Machine puis 2e d'un concours Eurovision de la chanson.
  - Michael Robotham, écrivain australien.
- 1962 : 
  - Marioara Popescu, rameuse d'aviron roumaine, double championne olympique.
  - Teryl Rothery, actrice canadienne.
- 1963 : Bernard Lahire, sociologue français.
- 1964 :
  - Florence Dauchez, journaliste française.
  - Frédéric Delpla, épéiste français, champion olympique par équipe.
  - Robert Duncan McNeill, acteur, producteur et réalisateur américain.
- 1968 : Nazzareno Carusi, pianiste italien.
- 1970 :
  - Nelson Diebel, nageur américain double champion olympique.
  - William Robert « Bill » Guerin, hockeyeur professionnel américain.
  - Chris Jericho (Christopher Keith Irvine dit), catcheur canadien.
- 1971 : David Duval, golfeur américain.
- 1972 : 
  - Eric Dane, acteur américain.
  - Barbara Bedford, nageuse américaine, championne olympique.
- 1973 :
  - Nicholas Scott « Nick » Lachey, chanteur et acteur américain.
  - Vladislav Tkachiev, joueur d'échecs franco-russe.
  - Danielle Trussoni, écrivaine américaine
- 1974 :
  - Alessandro Del Piero, footballeur italien.
  - Elsa Fayer, animatrice française de télévision.
  - Giovanna Mezzogiorno, actrice italienne.
- 1975 : Raphaël Enthoven, philosophe français.
- 1976 : Danzel (Johan Waem dit), musicien belge.
- 1978 : 
  - Sisqo (Mark Althavan Andrews dit), chanteur et compositeur américain du groupe Dru Hill.
  - Steven López, taekwondoïste américain, double champion olympique.
- 1979 : Adam Dunn, joueur de baseball américain.
- 1980 : 
  - Dominique Maltais, athlète québécoise de surf des neiges.
  - Vanessa Minnillo, mannequin et actrice américaine.
- 1983 : 
  - Jennifer Ayache, chanteuse française.
  - Rebecca Ramanich, judokate française.
- 1984 : 
  - Se7en (Choi Dong-wook dit), chanteur sud-coréen.
  - Delta Goodrem, chanteuse australienne.
- 1986 : Carl Gunnarsson, hockeyeur sur glace suédois.
- 1988 : Tahereh Mafi, écrivaine irano-américaine.
- 1989 : Baptiste Giabiconi, mannequin et chanteur français.
- 1990 : Romain Bardet, cycliste sur route français.
- 1992 : Taissia Shanti, actrice pornographique russe.
- 1994 : Charlotte Cardin, chanteuse et pianiste québécoise.
- 1995 : Bouma Ferimata Coulibaly, taekwondoïste ivoirienne.
- 1996 : Momo (Hirai Momo dite), chanteuse japonaise du groupe Twice.
- 1998 : Juan Tinaglini, footballeur uruguayen.
- 1999 : Karol Sevilla (Karol Itzitery Piña Cisneros dite), actrice, chanteuse et youtubeuse mexicaine.
- 2000 : Selma Bacha, footballeuse française.

## Décès

### Xesiècle
- 959 : Constantin VII Porphyrogénète, empereur byzantin de 913 à 959 (° septembre 905).

### XIIIesiècle
- 1202 : Guilhem VIII, seigneur de Montpellier (° 1157).

### XIVesiècle
- 1301 : Bolko Ier, duc de Jawor et de Świdnica (° entre 1252 et 1256).

### XVIesiècle
- 1520 : Bernardo Dovizi da Bibbiena, prélat et dramaturge italien (° 4 août 1470).
- 1545 : Pietro Lando, 78e doge de Venise de 1539 à 1545 (° 1462).

### XIXesiècle
- 1816 : Joseph Townsend, homme d'Église, médecin et géologue britannique (° 4 avril 1739)
- 1841 : Victor Audouin, naturaliste, entomologiste et ornithologue français (° 27 avril 1797).
- 1848 : Robert Blum, homme politique allemand (° 10 novembre 1807).
- 1856 : Étienne Cabet, philosophe français (° 1er janvier 1788).
- 1878 : Francesc Martorell Peña, mécène catalan (° 19 novembre 1822).
- 1886 : 
  - Jan-Daniel Georgens, pédagogue allemand (° 12 juin 1823).
  - Hippolyte Goyon, notaire et homme politique français (° 20 juillet 1800).

### XXesiècle
- 1909 : Pál Gyulai, historien et écrivain hongrois (° 25 janvier 1826).
- 1918 : Guillaume Apollinaire (Guglielmo Alberto Wladimiro Alessandro Apollinare de Kostrowitzky dit), poète français (° 26 août 1880).
- 1925 : Joseph Claussat, homme politique français (° 12 octobre 1874).
- 1932 : Nadejda Allilouïeva-Staline, épouse de Joseph Staline (° 22 septembre 1901).
- 1937 : Ramsay MacDonald, homme politique et journaliste britannique, Premier ministre du Royaume-Uni en 1924 et de 1929 à 1935 (° 12 octobre 1866).
- 1940 : Neville Chamberlain, homme politique et d’affaires britannique, 60e Premier ministre du Royaume-Uni de 1937 à 1940 (° 18 mars 1869).
- 1944 : Miklós Radnóti, poète hongrois (° 5 mai 1909).
- 1951 : Sigmund Romberg, compositeur américain (° 29 juillet 1887).
- 1952 : Chaim Weizmann (חיים ויצמן), homme politique et chimiste israélien, président d’Israël de 1949 à 1952 (° 27 novembre 1874).
- 1953 :
  - Abd al-Aziz ben Abd al-Rahman Al Saoud (عبد العزيز بن عبد الرحمن آل سعود), roi d’Arabie saoudite de 1932 à 1953 (° 24 novembre 1880).
  - Pierre Martino, linguiste français (° 29 juin 1880).
- 1954 : Victor Regnart, peintre belge (° 26 janvier 1886).
- 1961 : Yann Mari Normand, poète français (° 15 février 1886).
- 1967 : Charles Bickford, acteur américain (° 1er janvier 1891).
- 1968 : Blanche « Mireille » Balin, actrice française (° 20 juillet 1909).
- 1970 : Charles de Gaulle, militaire, résistant, homme politique, écrivain mémorialiste et constitutionnaliste français, président du Gouvernement provisoire de la République française de 1944 à 1946 puis président de la République de 1959 à 1969 (° 22 novembre 1890).
- 1976 : Öyvind Fahlström, peintre, écrivain et poète suédois (° 28 décembre 1928).
- 1981 : Frank Malina, ingénieur aéronautique américain (° 2 octobre 1912).
- 1983 : André Chamson, écrivain et académicien français (° 6 juin 1900).
- 1985 : Marie-Georges Pascal (Marie-Georges Faisy dite), comédienne française (° 2 octobre 1946).
- 1988 : 
  - Yves Baudrier, compositeur français (° 11 février 1906).
  - David William Bauer, prêtre et entraîneur de hockey sur glace canadien (° 2 novembre 1924).
  - Mario Nasalli Rocca di Corneliano, prélat italien (° 12 août 1903).
  - John Newton Mitchell, avocat et homme politique américain, procureur général des États-Unis de 1969 à 1972 (° 15 septembre 1913).
- 1991 : Yves Montand (Ivo Livi dit), chanteur et acteur français (° 13 octobre 1921).

### XXIesiècle
- 2001 : Giovanni Leone, ancien président de la république Italienne (1971-1978) (° 3 novembre 1908).
- 2003 :
  - Bruce Alexander, écrivain américain (° 7 avril 1932).
  - Art Carney, acteur et producteur américain (° 4 novembre 1918).
  - Mario Merz, sculpteur italien (° 1er janvier 1925).
- 2004 : Stieg Larsson, journaliste et écrivain suédois (° 15 août 1954).
- 2005 : Kocheril Raman Narayanan, chef d'État indien de 1997 à 2002 (° 27 octobre 1920).
- 2006 : Marian Marsh (Violet Ethelred Krauth dite), actrice et environnementaliste américaine (° 17 octobre 1913).
- 2008 : Miriam Makeba, chanteuse sud-africaine (° 4 mars 1932).
- 2011 : Har Gobind Khorana, biologiste américain d'origine indienne, prix Nobel de physiologie ou médecine en 1968 (° 9 janvier 1922).
- 2012 : 
  - Roger Blais, réalisateur, scénariste et producteur québécois (° 6 février 1917).
  - Nora Bustamante Luciani, médecin et historienne vénézuélienne (° 24 avril 1924).
  - Major Harris, chanteur américain (° 9 février 1947).
- 2014 : Valérie Boisgel, actrice et auteure française (° 28 octobre 1946).
- 2016 : Greg Ballard, basketteur français (° 29 janvier 1955).
- 2017 : 
  - Patrick Béthune, acteur de doublage français (° 28 mai 1956).
  - Michèle Demai (Michèle Tomasini dite), présentatrice et speakerine française de la télévision ORTF (° 31 mai 1941).
  - John Hillerman, acteur américain notamment connu pour son rôle de Higgins dans la série télévisée Magnum (° 20 décembre 1932).
- 2018 : Albert Bitran, peintre et sculpteur français (° 25 décembre 1931).
- 2019 : Népal, de son vrai nom Clément Di Fiore, rappeur et producteur français (° 18 novembre 1994).
- 2020 : 
  - Israel Horovitz, dramaturge, acteur et réalisateur américain (° 31 mars 1939).
  - Daniel Yonnet, journaliste, écrivain et critique littéraire français et breton, notamment pour la télévision et le cinéma (° 10 juin 1933).

## Célébrations

### Nationales et autres
- Allemagne (et voir ci-dessous), Autriche et Suisse (Europe) : jour des inventeurs en hommage à l'actrice et inventrice d'origine autrichienne Hedy Lamarr (voir les naissances du jour et la photographie en marge droite plus haut).
- Allemagne : « jour du destin », « jour fatal » / "Schicksalstag (de)", tout particulièrement important pour l'histoire allemande puisqu'il est celui d'au moins cinq événements emblématiques répertoriables ci-avant sur 150 ans de l'histoire de l'Allemagne contemporaine à savoir 1°- l'exécution du parlementaire Robert Blum en 1848 après l'insurrection viennoise d'octobre précédent ; 2°- l'abdication de l'empereur / kaÿzer deux jours avant l'Armistice et la proclamation de la république de Weimar en 1918 ; 3°- l'échec du putsch d'Adolf Hitler à Munich en 1923 ; 4°- la nuit de Cristal nazie en 1938 ; 5°- la chute du mur de Berlin en 1989.
- Brésil : dia do manequim[3] / « jour du mannequinat » et dia nacional do hoteleiro[3] / « journée nationale de l'hôtellerie ».
- Cambodge : fête nationale commémorant l'indépendance vis-à-vis de la France en 1953.
- États-Unis : journée mondiale de la liberté / World Freedom Day (en) en commémoration de la chute du mur de Berlin, célébration plus américaine que mondiale jusqu'à présent en tant que principal pays vainqueur de la guerre froide.
- Madrid (Castille, Espagne, et catholicisme ci-après) : fiesta de la Virgen de la Almudena / « fête de la Vierge de l'Almudena patronne » de la ville.
- Pakistan : célébration de Mohamed Iqbal commémorant la naissance de ce dernier en 1877[4].

### Fêtes religieuses (chrétiennes)
- Mémoires d'une dédicace de la basilique Saint-Sauveur du Latran dite Saint-Jean au IVe siècle ;
- et d'Eustache de Rome, martyr dans la même ville sous l'empereur Hadrien, avec lectures de Héb. 10, 32-29 et de Lc 21, 12-19 dans le lectionnaire de Jérusalem.

### Saints des Églises chrétiennes

#### Catholiques et orthodoxes
Saints du jour, :
- Agrippin de Naples (IIIe siècle), évêque.
- Alexandre de Thessalonique (IVe siècle), martyr.
- Benen d'Armagh (Ve siècle), archevêque, disciple et successeur de saint Patrick.
- Claude de Sirmium († 302), avec Castor, Nicostrate, Sempronianus et Simplicius, originaires de Sirmium (aujourd'hui Sremska Mitrovica), martyrs lors de la persécution de Dioclétien ; fêtés le 8 novembre en Occident[7].
- Clément († 89), consul et martyr, qui appartenait sans doute à la famille impériale de Vespasien, et qui épousa Flavia Domitilla, cousine de l'empereur Domitien.
- Eustolie et Sopatra († 610 et 625), moniales à Constantinople.
- Euthyme et Néophyte de Dochiariou (Xe siècle), moines athonites.
- Georges de Lodève († vers 870), évêque.
- Jean Colobos (IVe siècle), moine à Scété, fêté le 17 octobre en Occident.
- Leucade (Ier siècle) — ou « Léocade » —, sénateur qui aurait donné son palais, à Bourges, puis aurait évangélisé le Berry avec saint Ursin.
- Matrone de Constantinople († vers 492), ascète et moniale.
- Montan (IVe siècle), ermite dans les montagnes du Vivarais.
- Onésime et Porphyre († 308), martyrs.
- Pabon († 510), aurait été le fils d'un chef de clan, et fondé au Pays de Galles l'ancienne abbaye de Llanbabon, dans une île de la mer d'Irlande.
- Syméon Métaphraste (Xe siècle), Hagiographe byzantin.
- Théoctiste de Mytilène († 881), moniale ermite.
- Théodore († 303), soldat romain, mégalomartyr, fêté le 17 février en Orient.
- Thomaïs (Xe siècle), vénérée dès sa mort à Constantinople, pour sa vie conjugale et familiale exemplaire.
- Ursin de Bourges († vers 300), évêque.
- Vanne de Verdun († vers 525), évêque.

#### Saints et bienheureux des Églises catholiques
Saints et béatifiés du jour :
- Gabriel Ferretti († 1456), bienheureux, prêtre franciscain italien.
- George Napper († 1610), bienheureux prêtre et martyr anglais.
- Grace de Cattaro († 1508), bienheureux religieux augustin italien.
- Hélène de Hongrie († 1270), bienheureuse religieuse dominicaine hongroise.
- Henri Hlebowicz († 1941), bienheureux prêtre lituanien - martyr.
- Jeanne de Signa († 1307), bienheureuse Solitaire.
- Louis Morbioli († 1485), bienheureux Pénitent italien.
- Maria Carmela González Ramos García Prieto († 1899), bienheureuse religieuse espagnole.

#### Saints orthodoxes
Outre les saints œcuméniques voire pré-schismatiques ci-avant, aux dates éventuellement différentes dans les calendriers julien, orientaux :
- Nectaire d'Égine († 1920), archevêque de la Pentapole et thaumaturge.

### Prénoms
Bonne fête aux Théodore et ses diminutif Théo et variantes Théodoro, Teodoro, Théodule.
Et aussi aux :
- Nectaire et ses féminins Nectarine ou Nectarina ;
- Ursin et ses féminins Ursine, Ursina voire Ursule et Ursula.

## Traditions et superstitions

### Astrologie
- Signe du zodiaque : 18e jour du Scorpion.

### Dictons du jour
- « Au jour de Saint Montan, l’olive de l’arbre descend. »[8]
- « La saint-Mathurin passée, merde de chien pour la gelée. »[9] (saint-Mathurin pourtant datée des 3 novembre voire 1er courant par d'autres sources)
- « Pour la saint-Montan, l’olive à la main. »[10]

## Toponymie
Les noms de plusieurs voies, places, sites ou édifices de pays ou provinces francophones contiennent cette date sous différentes graphies possibles : voir Neuf-Novembre .